# A Division 1922/1923
Druhý ročník Irish League (1. irské fotbalové ligy) se konal od 16. září 1922 do března 1923.
Obhájcem titulu byl klub St James's Gate.

## Změny oproti minulé sezoně
Kluby Frankfort a YMCA nebyly zařazeny do nového ročníku soutěže.
Bylo zvoleno šest nových týmů: Athlone Town, Midland Athletic, Pioneers, Rathmines Athletic, Shelbourne United a Shamrock Rovers. Athlone Town se stal prvním ligovým týmem sídlícím mimo Dublin. V lize nově hrálo dvanáct klubů.

## Kluby
| Klub               | Město                   | Stadion          |
| ------------------ | ----------------------- | ---------------- |
| Athlone Town       | Athlone                 | Sports Ground    |
| Bohemians          | Dublin (Phibsborough)   | Dalymount Park   |
| Dublin United      | Dublin (Donnybrook)     | Anglesea Road    |
| Jacobs             | Dublin (Crumlin)        | Rutland Avenue   |
| Midland Athletic   | Dublin (Whitehall)      | The Thatch       |
| Olympia            | Dublin (Inchicore)      | Bellevue Lodge   |
| Pioneers           | Dublin (Clontarf)       | Strand Hall      |
| Rathmines Athletic | Dublin (Rathmines)      | Rathmines Park   |
| St. James's Gate   | Dublin (Dolphin's Barn) | St. James's Park |
| Shamrock Rovers    | Dublin (Milltown)       | Milltown Ground  |
| Shelbourne         | Dublin (Ringsend)       | Shelbourne Park  |
| Shelbourne United  | Dublin (Donnybrook)     | Anglesea Road    |

## Přehled sezony
Nehrály se dva zápasy:
- zápas mezi Rathmines Athletic a Dublin United se neodehrál a byl v herních statistikách uveden jako bezbodové vítězství pro Dublin United, jelikož klub Rathmines Athletic odstoupil z ligy ještě před koncem sezóny.
- neodehraný zápas mezi Olympií a Athlone Town byl veden jako bezbodová remíza.

Shamrock Rovers vyhráli svůj první titul.

## Tabulka
| Poř. | Tým                | Z  | V  | R | P  | VG | OG | B  |
| ---- | ------------------ | -- | -- | - | -- | -- | -- | -- |
| 1.   | Shamrock Rovers    | 22 | 18 | 3 | 1  | 77 | 19 | 39 |
| 2.   | Shelbourne         | 22 | 15 | 4 | 3  | 72 | 14 | 34 |
| 3.   | Bohemians          | 22 | 14 | 4 | 4  | 72 | 23 | 32 |
| 4.   | Shelbourne United  | 22 | 12 | 3 | 7  | 14 | 37 | 27 |
| 5.   | St. James's Gate   | 22 | 11 | 3 | 8  | 49 | 35 | 25 |
| 6.   | Athlone Town       | 22 | 11 | 3 | 8  | 46 | 33 | 25 |
| 7.   | Jacobs             | 22 | 6  | 8 | 8  | 38 | 34 | 20 |
| 8.   | Pioneers           | 22 | 8  | 3 | 11 | 38 | 65 | 19 |
| 9.   | Midland Athletic   | 22 | 7  | 2 | 13 | 30 | 68 | 16 |
| 10.  | Dublin United      | 22 | 4  | 3 | 15 | 30 | 70 | 11 |
| 11.  | Olympia            | 22 | 2  | 7 | 13 | 13 | 57 | 11 |
| 12.  | Rathmines Athletic | 22 | 2  | 1 | 19 | 21 | 74 | 5  |

Zdroje:

Rozhodující kritéria pro umístění v tabulce: 1) počet bodů; 2) rozdíl mezi vstřelenými a obdrženými góly; 3) počet vstřelených branek.

Poznámky:
- Z = Odehrané zápasy; V = Vítězství; R = Remízy; P = Prohry; VG = Vstřelené góly; OG = Obdržené góly; B = Body

## Křížová tabulka
| Doma\Venku         | ATH | BOH | DBU | JAC | MID | OLY | PIO | RAT | STG | SHA | SHE | SHU |
| ------------------ | --- | --- | --- | --- | --- | --- | --- | --- | --- | --- | --- | --- |
| Athlone Town       |     | 2–1 | 6–1 | 2–1 | 2–1 | 4–0 | 5–0 | 4–2 | 1–3 | 0–1 | 0–0 | 3–3 |
| Bohemians          | 2–0 |     | 7–1 | 1–1 | 4–0 | 8–0 | 7–0 | 4–1 | 2–2 | 0–2 | 1–4 | 1–0 |
| Dublin United      | 0–4 | 0–6 |     | 2–2 | 2–2 | 3–3 | 2–3 | 6–1 | 1–0 | 1–7 | 0–6 | 4–2 |
| Jacobs             | 1–2 | 1–4 | 2–1 |     | 8–0 | 0–0 | 2–2 | 5–2 | 2–0 | 2–4 | 1–1 | 1–2 |
| Midland Athletic   | 0–4 | 2–6 | 3–2 | 1–0 |     | 2–1 | 2–3 | 5–3 | 1–4 | 1–3 | 0–3 | 1–0 |
| Olympia            |     | 1–1 | 1–0 | 1–3 | 1–4 |     | 0–0 | 2–1 | 0–1 | 0–6 | 0–3 | 0–4 |
| Pioneers           | 1–2 | 1–2 | 3–1 | 2–0 | 4–0 | 1–1 |     | 2–1 | 1–5 | 1–5 | 0–9 | 5–1 |
| Rathmines Athletic | 2–0 | 1–4 |     | 0–0 | 1–2 | 1–0 | 0–4 |     | 1–7 | 1–5 | 0–6 | 1–2 |
| St. James's Gate   | 4–1 | 1–5 | 4–1 | 3–1 | 4–1 | 1–1 | 5–2 | 2–0 |     | 1–1 | 0–2 | 1–2 |
| Shamrock Rovers    | 4–2 | 2–0 | 3–1 | 2–2 | 9–1 | 6–0 | 4–1 | 3–1 | 2–1 |     | 0–0 | 0–1 |
| Shelbourne         | 3–1 | 1–1 | 3–0 | 0–1 | 3–0 | 6–0 | 7–0 | 5–0 | 3–0 | 2–7 |     | 4–0 |
| Shelbourne United  | 3–1 | 0–5 | 2–1 | 2–2 | 1–1 | 2–1 | 4–2 | 6–1 | 4–0 | 0–1 | 2–1 |     |

Zdroje:

## Nejlepší střelci
|   | Hráč             | Klub            | Gólů |
| - | ---------------- | --------------- | ---- |
| 1 | Bob Fullam       | Shamrock Rovers | 27   |
| 2 | Ralph Ardiff     | Shelbourne      | 26   |
| 3 | Stephen Doyle    | Shelbourne      | 14   |
| 3 | Patrick Duncan   | St James's Gate | 14   |
| 3 | Christy Robinson | Bohemians       | 14   |

Zdroje: